# Lafayette (groupe de rock)
Pour les articles homonymes, voir Lafayette.
Lafayette est un groupe de rock mélangé à de la soul français qui était constitué entre autres par Nathalie Loriot (chanteuse, auteur, compositrice; ancienne membre des groupes Reciprok et Black & Davis, album sous le nom de Natali Lorio) et de Franck Hedin (compositeur, ancien guitariste du groupe Orange et ancien membre du groupe Black & Davis).

## Biographie
Le groupe Lafayette se forme en 2007, Nathalie Loriot (chanteuse / compositrice) et Franck Hedin (guitariste / compositeur), souhaitaient reformer un groupe (après Black & Davis). Ils rencontrent par hasard François Bonnet et Greg Pilon à Los Angeles en Californie,.Nathalie Loriot écrit alors quelques textes rock. Tous se revoient à Paris et donnent naissance au groupe de rock / soul, Lafayette. Ils engagent alors Antoine Cadot comme batteur. 
En 2010, Rock You, le premier album du groupe, sort . Cet opus fut enregistré en France et mixé à Sao Paulo au Brésil par David Corcos. Si les chansons sont composées par Nathalie Loriot et Franck Hedin, les paroles sont écrites exclusivement par la chanteuse.
En 2011, Lafayette représente la France au Battle Of The Bands à Londres avec la chanson Suck or Lose. Ils y sont élus finalistes.
En 2012, Lafayette sort son deuxième album intitulé Suzie White Pills . Antoine Cadot a enregistré l'album studio, mais n'est pas présent sur scène, il est remplacé par Robin Vieiville.
Avec de bonnes critiques médiatiques, les albums sont appréciés par les amateurs de rock, grâce à leur originalité et à la voix puissante et originale de Nathalie Loriot,.
En 2013, le groupe change, seuls Nathalie Loriot et Franck Hedin restent. Ils enregistrent un nouvel album à Nashville, avec comme batteur, Olivier Ferrarin qui découvre les compositions au dernier moment. En dix jours et sans basse, l'album est terminé. Assez hard-rock, l'album connaît un franc succès vis-à-vis des médias.
En 2016, le groupe assure la première partie de Johnny Hallyday puis se sépare définitivement.

## Discographie

### Album studio
- 2010 : Rock You
- 2012 : Suzie White Pills
- 2014 : Tn Motor